# Adratiklit boulahfa
Adratiklit boulahfa — вид птахотазових динозаврів родини стегозаврових (Stegosauridae), що існував в пізній юрі. Описаний у 2019 році.

## Скам'янілості
Викопні рештки динозавра знайдені у відкладеннях формації Ель-Мерс неподалік міста Булеман в провінції Фес-Мекнес на півночі Марокко. Виявлено три шийних хребці, один спинний хребець та ліву плечову кістку. 

## Назва
Родова назва Adratiklit перекладається з берберської мови як «гірська ящірка». Видова назва A. boulahfa вказує на типове місцезнаходження виду — селище Булагфа.